# Santo Domingo de Morelos
Santo Domingo de Morelos se ubica en la región Costa en el estado de Oaxaca y forma parte del distrito de Pochutla. Debido a dicha posición, colinda territorialmente con: Candelaria Loxicha al este, al oeste con Santa María Colotepec, al sur con Santa María Tonameca y al norte con San Agustín Loxicha. La superficie que constituye al municipio de Santo Domingo de Morelos es de aprox. 107.17 kilómetros cuadrados. Tiene una altitud de 155 metros sobre el nivel del mar.

## Historia
Se cree que fue fundado por el año de 1915, llamado Santo Domingo de Loxicha, se debe ha que en esos años Santo Domingo de Morelos Pertenecía al municipio de San Agustín Loxicha; sus primeros pobladores fueron Aniceto, Silverio y Tiburcio de apellidos García, quienes llegaron de Candelaria y San Agustín Loxicha.
La fundación de esta comunidad surgió por necesidad de la Revolución, ya que se sabe que la comunidad tuvo conflictos con los gachupines, ya que ellos pretendían apoderarse de sus propiedades y al ver esto el presidente municipal de San Agustín Loxicha mandó gente para poblarse en la ranchería de Santo Domingo de Morelos; así fue como tomó el rango de Agencia en el año de 1925 y posteriormente el 18 de septiembre de 1946, por decreto número 129, llegó a categoría de Municipio.